# Esox lucius
Il luccio (Esox lucius Linnaeus, 1758) è un pesce di acqua dolce appartenente alla famiglia Esocidae dell'ordine Esociformes. È caratterizzato dalla bocca a becco d'anatra, dotata di denti robusti e acuminati.

## Distribuzione e habitat

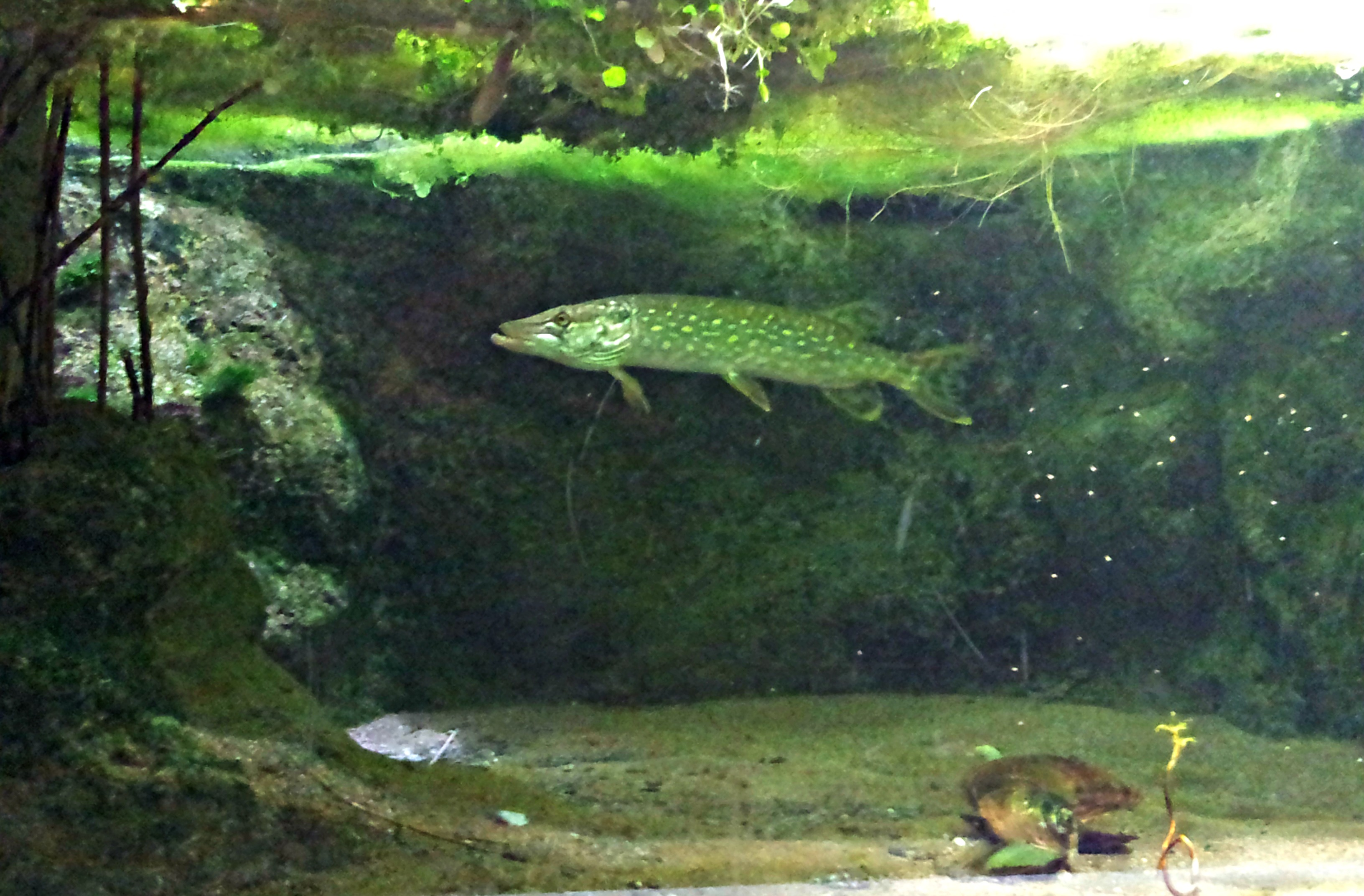
Esemplare di Luccio nell'Acquario civico di Milano

Questo pesce è diffuso nel continente nordamericano, pressoché in tutti i bacini fluviali atlantici e del Pacifico. In Eurasia è presente dalla Francia alla Siberia. In Irlanda e Inghilterra è presente in gran numero. In Italia la specie è alloctona, ma ampiamente diffusa a causa delle introduzioni per la pesca sportiva operate sia in Italia settentrionale che centro-meridionale. In alcuni laghi prealpini, nei laghi vulcanici laziali e in alcuni laghi toscani si è ibridato con il luccio italico (E. cisalpinus), causandone la compromissione delle popolazioni o addirittura la completa scomparsa.
Il luccio è un utile e prezioso equilibratore naturale. Nella sua dieta preferisce selezionare prede morte o deboli o malate, inibendo anche l'eccessiva prolificità di altri pesci, ciprinidi soprattutto, i quali, sviluppandosi in numero eccessivo, potrebbero modificare l'equilibrio di alcuni ambienti.

## Descrizione
Può raggiungere 1,40 m di lunghezza e superare i 20 kg di peso (sono stati catturati esemplari di quasi 30 kg). La crescita e le dimensioni finali sono piuttosto variabili in relazione all'alimentazione e alla temperatura dell'acqua. In genere raggiunge i 20 cm durante il primo anno di vita e il metro in età adulta. Gli esemplari di maggiori dimensioni sono generalmente femmine. Il luccio ha la particolarità singolare di avere più di 600 denti molto affilati sull'esoscheletro, più quelli che ha sulla lingua.
Oltre che dalla bocca di grosse dimensioni, fornita di file di denti uncinati per meglio trattenere le prede una volta catturate, il luccio è caratterizzato da una testa piuttosto grande rispetto al corpo, di forma allungata e schiacciata (per questo motivo è noto in alcune regioni d'Italia come "Luccio Papera"). La colorazione varia a seconda dell'habitat e della colorazione dell'acqua: ventre bianco giallastro, dorso verde-bruno maculato scuro.
La forma corporale è influenzata dalla corrente delle acque in cui vive: nelle acque in cui siano presenti correnti assume una fisionomia allungata, nelle acque ferme presenta un corpo più tozzo.

## Biologia

### Riproduzione
Le femmine, che raggiungono la maturità sessuale intorno ai 3-4 anni di età, depongono le uova all'inizio della stagione primaverile in zone ricche di vegetazione; esse aderiscono alle piante acquatiche fino alla schiusa, quando le larve permangono attaccate agli steli vegetali per mezzo di un organo adesivo del capo e in pochi giorni assorbono completamente il sacco vitellino.

### Alimentazione
È un predatore di altri pesci: caccia restando immobile fra le piante acquatiche in attesa che la preda si avvicini; in assenza di prede consone non disdegna rane, piccoli mammiferi, giovani uccelli acquatici ed il cannibalismo.

### Specie affini
Le popolazioni di luccio presenti in Italia sono state descritte come nuova specie nel 2011 indipendentemente da due gruppi di autori, ovvero come Esox cisalpinus (Bianco e Delmastro, 2011) o Esox flaviae (Lucentini et al., 2011). Il primo nome è stato ufficializzato, mentre il secondo è accettato come sinonimo.

## Pesca

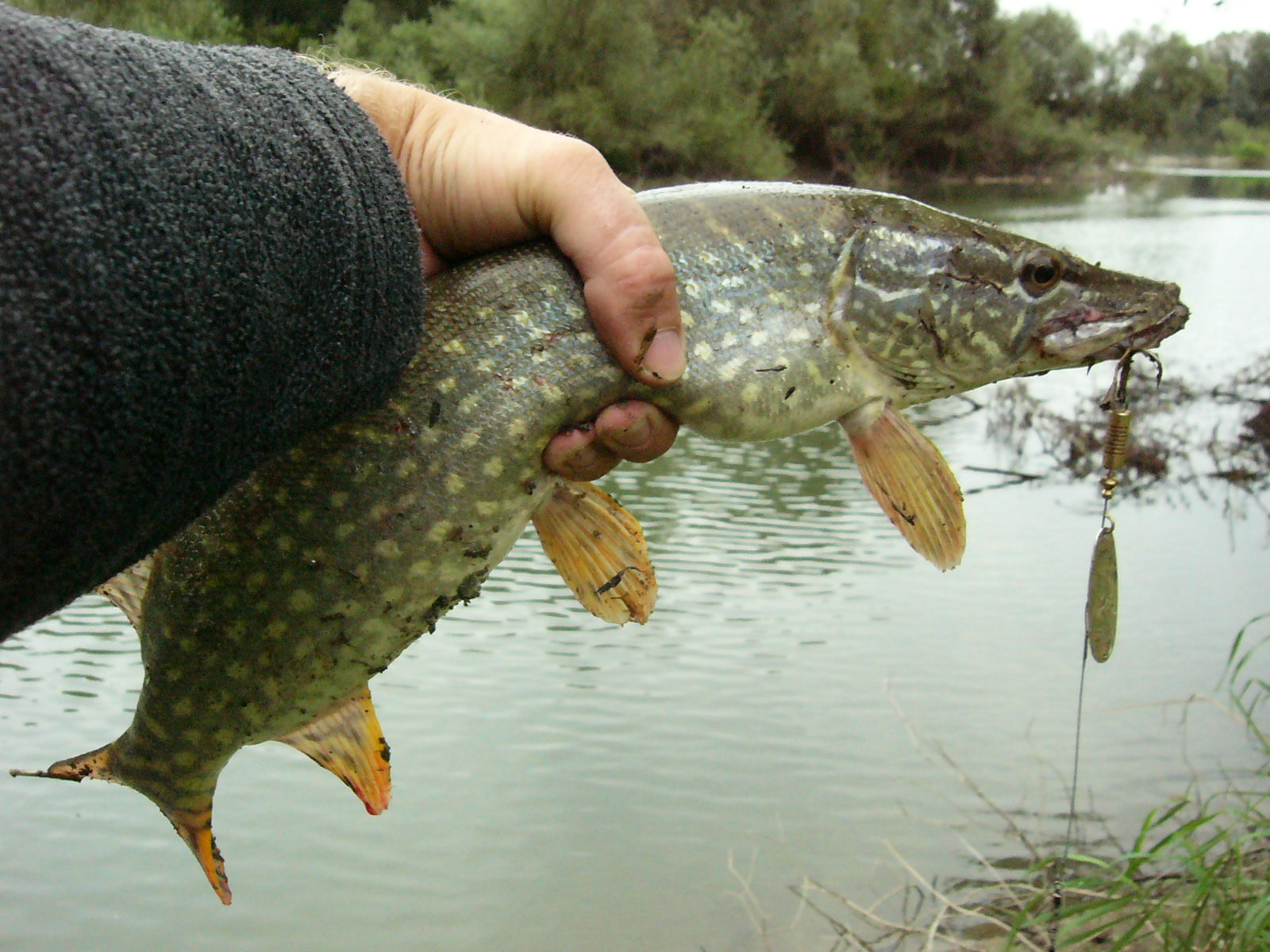
Un luccio di piccole dimensioni.

È considerato il re dei predatori d'acqua dolce. Si pesca a spinning oppure con il vivo o l'esca morta, sia a fondo che con il galleggiante. Generalmente si pesca individuando la tana o il posto dove presumibilmente è in caccia: tronchi sommersi, canneti, erbai, tappeti di ninfee possono essere tutti posti dove l'esocide attende le sue prede in agguato. Nei grandi laghi spesso il luccio adotta una tecnica di caccia "sospeso", praticamente cacciando sotto i banchi di pesce di cui si nutre in quel determinato ecosistema (negli Stati Uniti questa tecnica è nota come "suspending pike").
Bisogna porre attenzione quando lo si salpa poiché è dotato di denti affilati; è consigliato l'uso dei guanti e del guadino e della presa opercolare: praticamente, quando il pesce è ormai stanco si fa scivolare la mano con le 4 dita chiuse sotto una delle due branchie e la si lascia scorrere verso la punta della bocca fino ad arrivare all'osso mandibolare; questa presa è sicura e assolutamente indolore per il pesce. È importante non sorreggere il pesce in verticale per non creare lesioni spinali che potrebbero comprometterne la sopravvivenza. Prima del rilascio è opportuno effettuare la riossigenazione del pesce.
Nella pesca è indispensabile un terminale in acciaio, titanio o fluorocarbon di generose dimensioni (da 0,80 mm in su), perché il pesce con i denti potrebbe tranciare il filo e non è raro che, soprattutto se di grandi dimensioni, ingoi tutta l'esca.
Tra le esche valide per insidiarlo si segnalano il morto manovrato e, per lo spinning, spinnerbait di dimensioni generose (da 1 oz. in su), jerkbait, swimbait, come gli intramontabili minnow, i rotanti e gli ondulanti, tutti di grandi dimensioni, esche siliconiche di vario tipo e forma, ma sempre di generose dimensioni per selezionare la taglia del pesce. L'attrezzatura per lo spinning dovrà essere proporzionata alla potenza di questo splendido pesce, trecciato di almeno 40 libbre, alla fine della lenza madre si collegherà un terminale di acciaio armonico o un finale di acciaio termo saldante (per evitare che i denti del luccio tronchino la lenza) che terminerà con una girella proporzionata con relativo moschettone che dà la possibilità di cambiare rapidamente l'artificiale. La canna dovrà lanciare da 10 a 40 grammi almeno, anche se sono usate canne che lanciano oltre 120 grammi. Per la pesca dalla barca si utilizzano canne più corte. Spettacolare è la pesca top water, effettuata con rane e walking the dog, soprattutto in primavera ed estate.

## Cucina

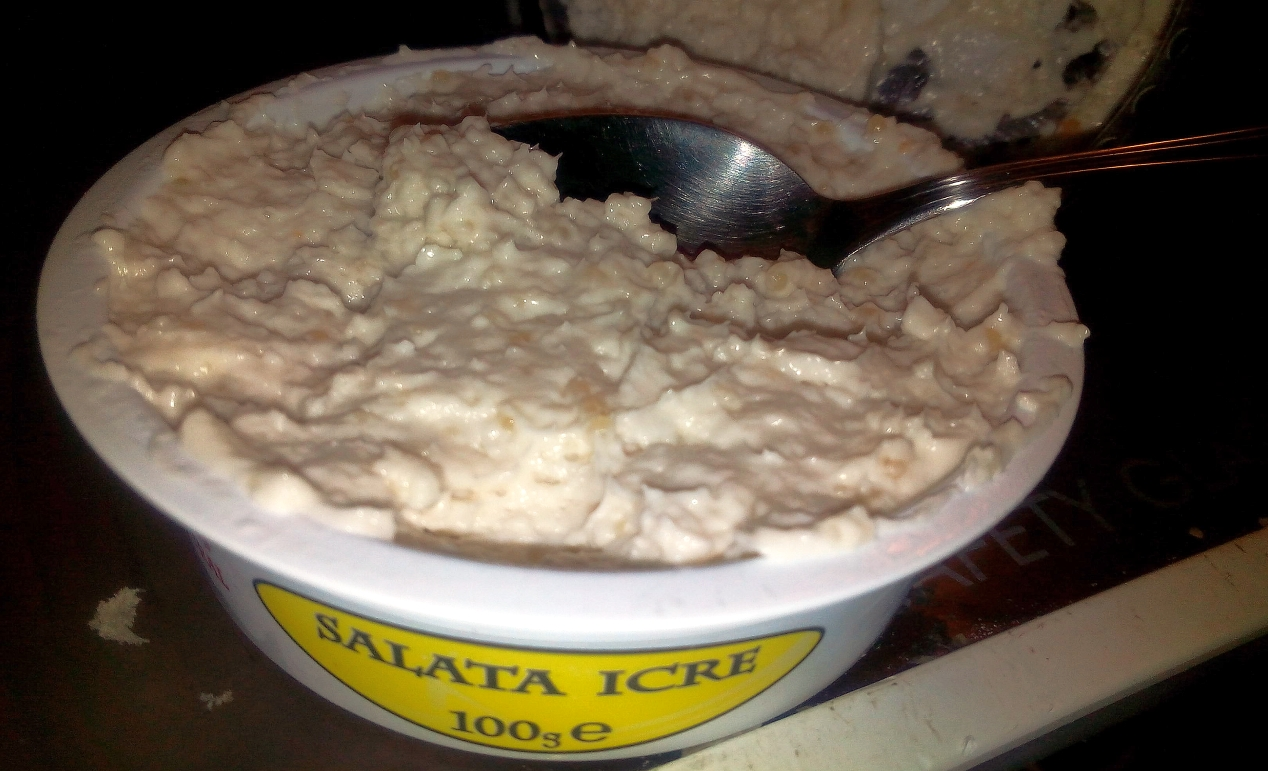
Insalata di uova di luccio

Nel tratto lombardo del Po si possono trovare ottime ricette a base di luccio, che viene preparato in umido; da segnalare nel cremonese il "Luccio alla Farnese". È anche un piatto tradizionale della cucina milanese.
A Mantova il luccio viene preparato "in salsa", lessandolo in fumetto e poi lasciandolo riposare per parecchie ore, prima di servirlo, in una salsa composta di odori, capperi, peperoni, aceto, olio e fondo di cottura. Di solito è accompagnato da fettine di polenta abbrustolita. Il Luccio in salsa di Marmirolo, tipico del territorio di Marmirolo, in provincia di Mantova, che ha acquisito lo stato di "De.C.O.".

In Germania e nell'est europeo è considerato un buon ingrediente ed esiste una grande varietà di ricette di primi e secondi piatti a base di luccio.
Tuttavia nella moderna pesca sportiva del luccio si sta tendendo sempre più a rilasciare il pesce catturato per non alterare il già fragile equilibrio del luccio nelle acque pubbliche.

## Araldica

Stemma di Haukipudas, città finlandese.

Nel corso dei secoli, in Europa, il luccio è diventato un simbolo araldico, usato nelle categorie di arme parlanti di alcune famiglie nobili, città o associazioni: indicava diritti di pesca.
Alcune città europee, il cui simbolo araldico è il luccio, sono:
- Haukipudas, Finlandia
- Uusikaupunki, Finlandia
- Comune distrettuale di Švenčionys, Lituania
- Luçon, Vandea, Francia
- Luzzara, Reggio Emilia, Emilia-Romagna
- Mantes-la-Ville, Francia
- Conselice, Ravenna, Emilia-Romagna
- Rybnik, Polonia

La lisca di luccio è presente sullo stemma della cittadina di Praroman, nelle vicinanze di Friburgo, Svizzera.
A Passignano sul Trasimeno, in provincia di Perugia, l'ultima domenica di luglio di ogni anno si svolge il Palio delle Barche che vede contendersi quattro Rioni, tra cui il Rione Centro Due, simboleggiato proprio dal luccio.